# Cognac (distillato)
Il cognac è un brandy francese tutelato da una Appellation d'origine contrôlée (AOC), ricavato dalla distillazione di vino bianco. Si produce solo nei dipartimenti della Charente e della Charente Marittima nell'ovest della Francia, ed una piccola porzione della Dordogna e del dipartimento delle Deux-Sèvres e  prende il nome dalla città che tradizionalmente è stata la sede principale del suo commercio, Cognac.

## Storia
Le prime notizie della sua produzione risalgono al 1622, quando gli olandesi, che da secoli acquistavano vino e sale in queste contrade risalendo il fiume Charente, insegnarono agli abitanti a distillare il vino, che mal sopportava i viaggi per mare verso il Nord Europa.
Il mercato del cognac vive sotto l'ala di quattro grandi case produttrici (Rémy Martin, Hennessy, Martell e Courvoisier) che producono quasi la totalità delle bottiglie in commercio.

## Metodi di produzione

### Materie prime
Le uve utilizzate provengono dai principali vitigni bianchi permessi, ossia Ugni blanc, folle blanche, colombard e da qualche altro minore come il sémillon ed il montils. L'Ugni Blanc però occupa il 98% della superficie vitata ed è il vitigno principale, se non quasi unico.
Difatti si presta per la sua capacità di resistere alle malattie, di avere un basso grado zuccherino e contenere acidi: in questo modo il vino base che verrà distillato sarà basso in alcol e di buona acidità. Il basso contenuto alcolico consente agli aromi di essere meglio concentrati con la distillazione, mentre l'acidità fa da conservante per il vino, evitando che possa rovinarsi prima della distillazione.
In ogni caso, nonostante queste caratteristiche neutrali, terminato il processo di distillazione, l'Ugni Blanc conferirà allo spirito aromi floreali e di uva.

### In cantina
I grappoli vengono pressati leggermente ed il mosto così ottenuto deve poi riposare circa un mese, per diventare un vino bianco, con cui si procederà immediatamente alla distillazione.
La velocità e la delicatezza sono due fattori importanti: il vino base non si deve assolutamente rovinare ed è fondamentale seguire quanto descritto qui sotto:
- Raccolta meccanica delle uve, seguita da pressatura soffice
- Niente addizione di anidride solforosa che renderebbe poco piacevole il distillato.
- Uso di lieviti selezionati per agevolare sin da subito la fermentazione.
- Fermentazione malolattica (anche se opzionale)
- Conservazione in tini di acciaio che escludano contatto con ossigeno.
- La distillazione deve avvenire entro il 31 marzo successivo alla vendemmia.

### La distillazione
Il vino è distillato a fuoco diretto con alambicco charentais per due volte: nella prima cotta si ottiene il brouillis che ha una gradazione alcolica intorno ai 30°, mentre nella seconda, la bonne chauffe il distillato raggiunge i 70°.

#### Stili
Scegliere se distillare il vino con i lieviti o meno altro non è che un'impronta stilistica. Qualora vengano tenuti il distillato prodotto sarebbe più ricco, complesso e avvolgente. Secondo molti esperti agevolerebbe l'invecchiamento in botte e lo sviluppo di aromi di fungo, sottobosco, frutta secca e noci.
Chi invece preferisce eliminare i lieviti va in cerca di uno stile più leggero ed immediato di Cognac. Due grandi case produttrici usano distintamente questa tecnica e si definisce con il loro rispettivo nome il metodo impartito:
- Metodo Martell (senza lieviti)
- Metodo Rémy (con i lieviti)

Altra scelta è quella di distillare la testa (Têtes) e la coda (Secondes) della distillazione precedente o nel vino o nel brouillis. Nel primo caso si ottiene un cognac più leggero, nel secondo uno più strutturato e caratteristico: Martell ad esempio unisce Têtes e Secondes al vino; non è escluso che si possa anche fare una via di mezzo e dividerle tra il vino e il brouillis ed è il caso di Hennessy.

#### Maturazione
L'acquavite viene sottoposta ad un obbligatorio periodo di invecchiamento in barrique di quercia francese del Limousin o del Tronçais della durata di almeno due anni, in cui assume la colorazione ambrata (corretta spesso con l'aggiunta di caramello) e a contatto con la botte prende il gusto caratteristico. L'invecchiamento può proseguire fino ad oltre 60 anni, dopodiché il distillato viene trasferito in bonbonnes o damigiane.

## Le zone di produzione
La AOC del cognac si divide in sei sottozone chiamate crus all'incirca concentriche, ognuna delle quali produce una qualità differente di distillati in ragione della composizione più o meno gessosa del terreno e della posizione geografica:

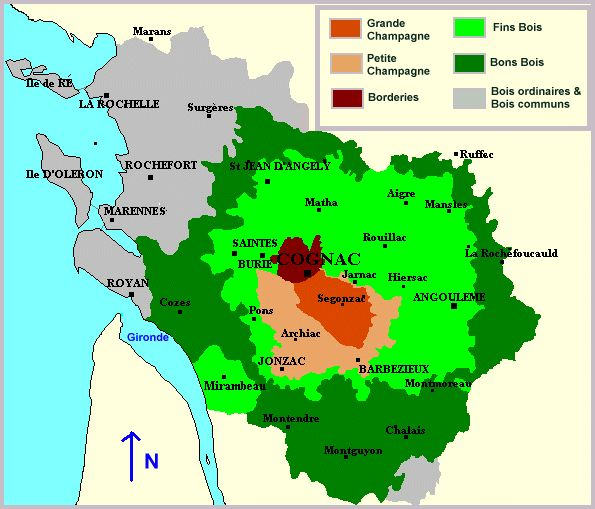
Carta dei crus dell'Appellation Cognac

- Grande Champagne: è la zona situata al centro della denominazione, protetta dalle influenze dell'oceano Atlantico e del clima continentale. Il 20% della produzione proviene da quest'area che ha circa 13.000 ettari vitati. Il gesso predomina nel sottosuolo assieme a sedimenti marini. I Cognac prodotti in questa zona sono destinati a grande invecchiamento avendo corpo, struttura ed un bouquet floreale e fine. Il periodo d'invecchiamento consigliato per le bottiglie premium è di circa 50 anni.
- Petite Champagne: andando verso sud troviamo la Petite Champagne che circonda nella quasi totalità la Grande Champagne. Ha una produzione pari a circa il 21% dell'intera denominazione. A livello climatico non si discosta dalla Grande Champagne, ma il suolo presenta alcune diversità: meno gesso e maggiore friabilità. Anche lo stile dei brandy prodotti non si allontana più di tanto, ciò che risente di tali differenze sono la capacità di invecchiamento: col passare del tempo i Cognac perdono finezza e complessità, ma si parla di piccole differenze; i vini di queste due denominazioni sono da considerarsi entrambi di indiscussa qualità. Per il nome del Cru valgono le stesse regole di quanto detto sopra e si può trovare in etichetta Petite Champagne contrôlée o Fine Petite Champagne contrôlée
- Borderies: è il cru più piccolo di tutta Cognac. È situato al nord delle due Champagne e produce a malapena il 6% di bottiglie. Qui l'oceano Atlantico fa sentire le sue prime influenze, mentre i terreni sono argillosi e decalcificati in superficie. I vini provenienti da Borderies hanno struttura e corpo e sono utilizzati per rafforzare gli altri Cognac; hanno buona capacità di invecchiamento, bouquet floreali e possono raggiungere estremo equilibrio: questo però rende quasi impossibile trovare bottiglie che riportino l'AOC (Fine) Borderies contrôlée.
- Fins Bois: cru molto eterogeneo per composizione dei terreni e clima più esposto dei precedenti; cognac di corpo modesto, fruttati e floreali, di rapido invecchiamento
- Bons Bois: cru esterno, terreni eterogenei, e clima esposto agli influssi oceanici o del Massiccio Centrale; acquaviti rustiche, più vigorose delle precedenti, e di rapido invecchiamento
- Bois Ordinaires: il cru si affaccia sull'Oceano Atlantico; il clima è marino, i terreni sabbiosi; le acquaviti sono deboli e ruvide; invecchiano in pochi anni.

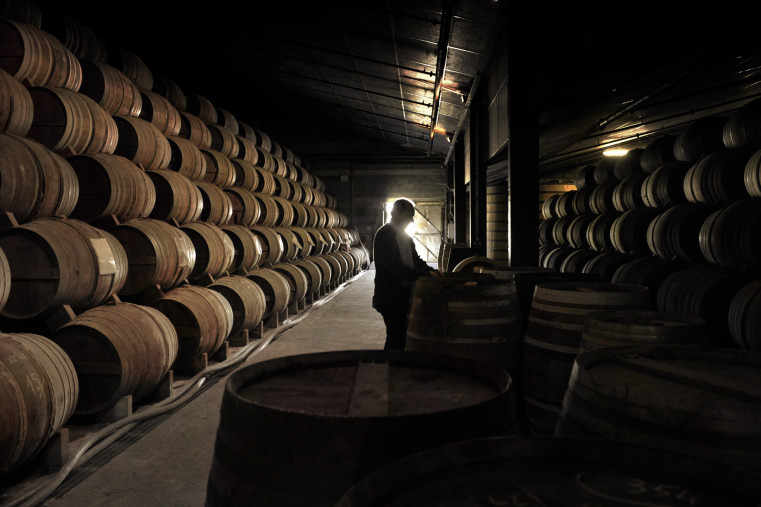
Un caratteristico chai (cantina) di invecchiamento del cognac

Se il cognac proviene da una sola di queste zone, può essere indicata in etichetta la denominazione geografica complementare corrispondente (appellation): per esempio "cognac Grande Champagne". Le miscele di crus diversi possono chiamarsi solo cognac, con un'unica eccezione: il cognac ottenuto dalla miscela dei distillati della Petite e della Grande Champagne (almeno 50%), prende il nome di "Fine Champagne"; ma non si tratta di un cru autonomo.

## Classificazione dell'invecchiamento
Il cognac in commercio si classifica secondo il grado di invecchiamento con alcune sigle di uso tradizionale; si compone quasi sempre di una miscela di acquaviti di annate diverse.
La legge francese vieta di indicare in etichetta l'anno di distillazione, con l'eccezione del cognac millesimato; a seconda della durata dell'invecchiamento, sulla bottiglia si possono trovare le seguenti:

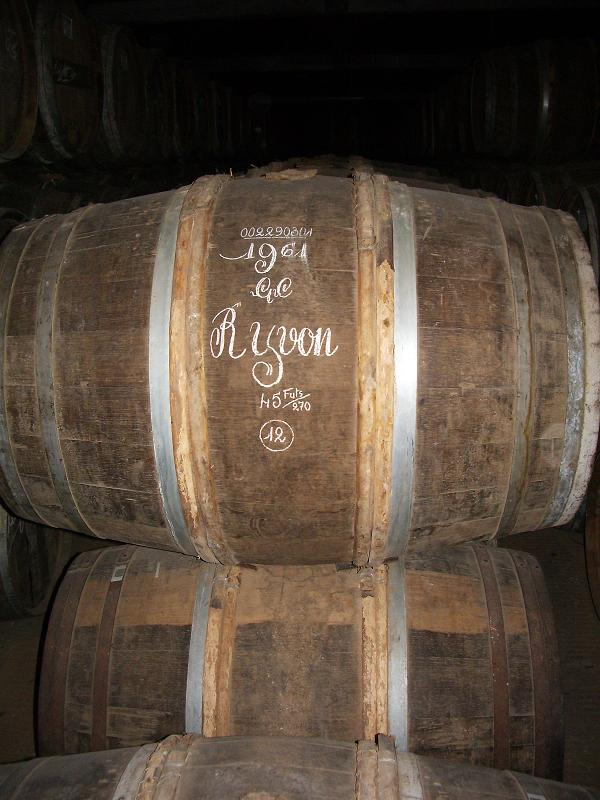
Botte contenente Cognac Hennessy 1961

### Denominazioni legali
- VS o De Luxe (Very Special) o *** - l'acquavite più giovane della miscela deve avere almeno due anni di invecchiamento
- VSOP, o Réserve (Very Superior oppure Very Special Old Pale) - l'acquavite più giovane della miscela deve aver almeno quattro anni di invecchiamento
- XO (eXtra Old) - l'acquavite più giovane della miscela deve avere almeno 6 anni di invecchiamento (10 anni dal 2018); questa è la massima garanzia legale di invecchiamento data dalla AOC del cognac.
- XXO (Extra Extra Old) - menzioni specifiche dove si specifica un invecchiamento uguale o superiore a 14 anni (dal 2018)

### Denominazioni tradizionali
- Vieille Réserve, Hors d'âge, Extra - sono classificazioni usate frequentemente nel commercio, ed indicano cognac di invecchiamento elevato.
- Napoleon, Héritage - l'acquavite più giovane deve avere almeno 6 anni di invecchiamento

Secondo gli usi tradizionali, i cognac vengono invecchiati più a lungo del minimo legale, anche se non è esplicitamente dichiarato.

## Miscelazione

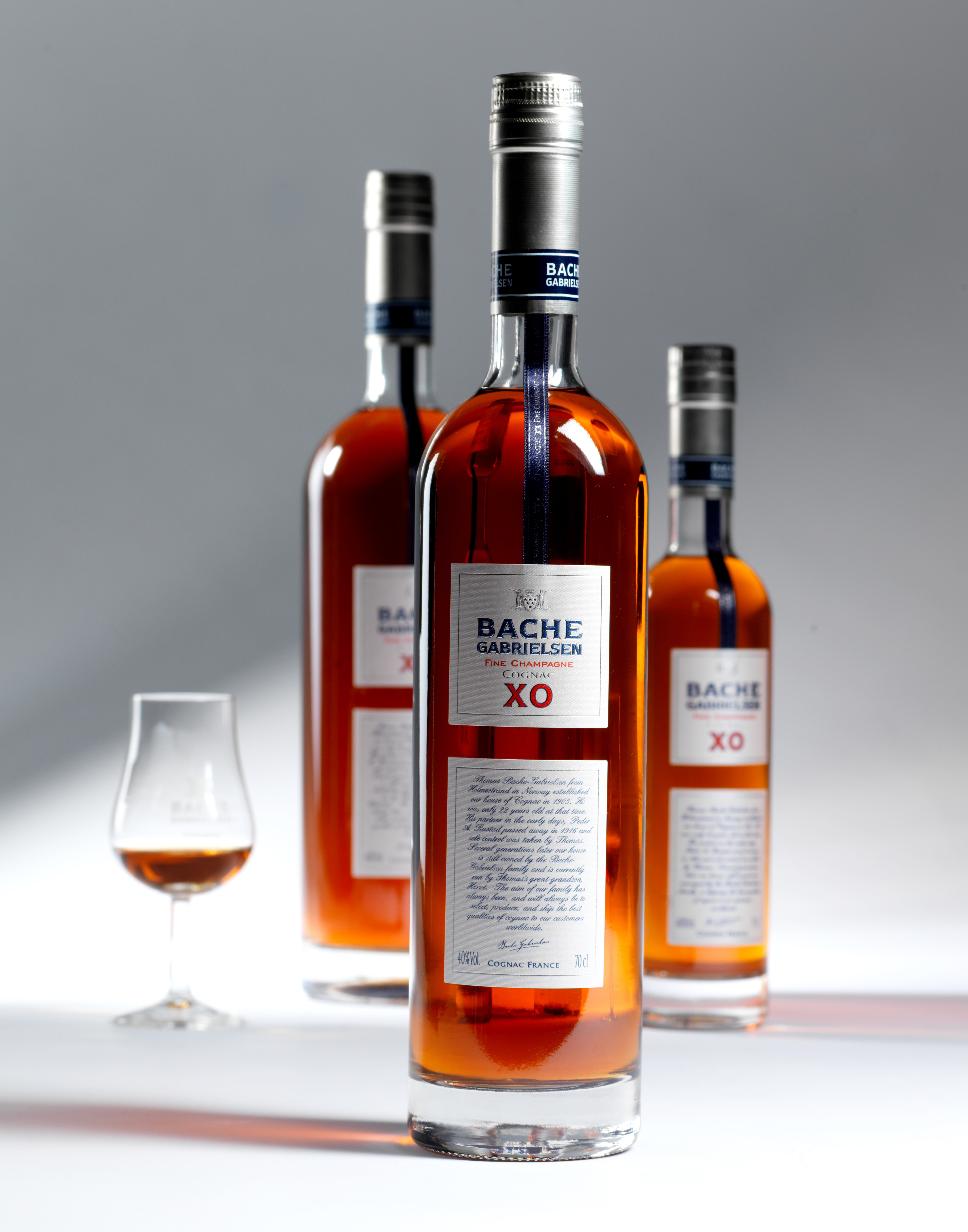
Alcune bottiglie di cognac dell'azienda più nota in Norvegia.

La quasi totalità del cognac in commercio è una miscela (assemblage) di distillati di origini ed annate diverse. È compito del maître de chai o maestro cantiniere comporre le miscele per ottenere un prodotto costante nel tempo o con particolari caratteristiche di gusto. Spesso le miscele sono composte da decine se non centinaia di distillati. Anche i cognac millesimati sono miscele di acquaviti dello stesso anno. Fanno eccezione a questa consuetudine solo alcuni rarissimi distillati imbottigliati direttamente dalla botte per le loro caratteristiche di gran pregio, che prendono il nome di brut de fût, all'inglese cask strength.

## Tutela della denominazione d'origine
Durante il periodo fascista il nome cognac è stato a forza italianizzato in arzente da Gabriele D'Annunzio, senza successo; in Italia fino al 1949 ogni distillato di vino poteva legalmente chiamarsi cognac, indipendentemente dalla sua origine.
Una convenzione italo-francese (28 maggio 1948) stabilisce che il termine cognac dal 1º gennaio 1950 sia riservato ai soli distillati di vino prodotti nella regione di Cognac. I distillati di vino di altra origine (italiana, ma anche francese al di fuori della zona d'origine) sono perciò definiti brandy; fanno eccezione quelli prodotti nella regione dell'Armagnac che hanno un'AOC autonoma.

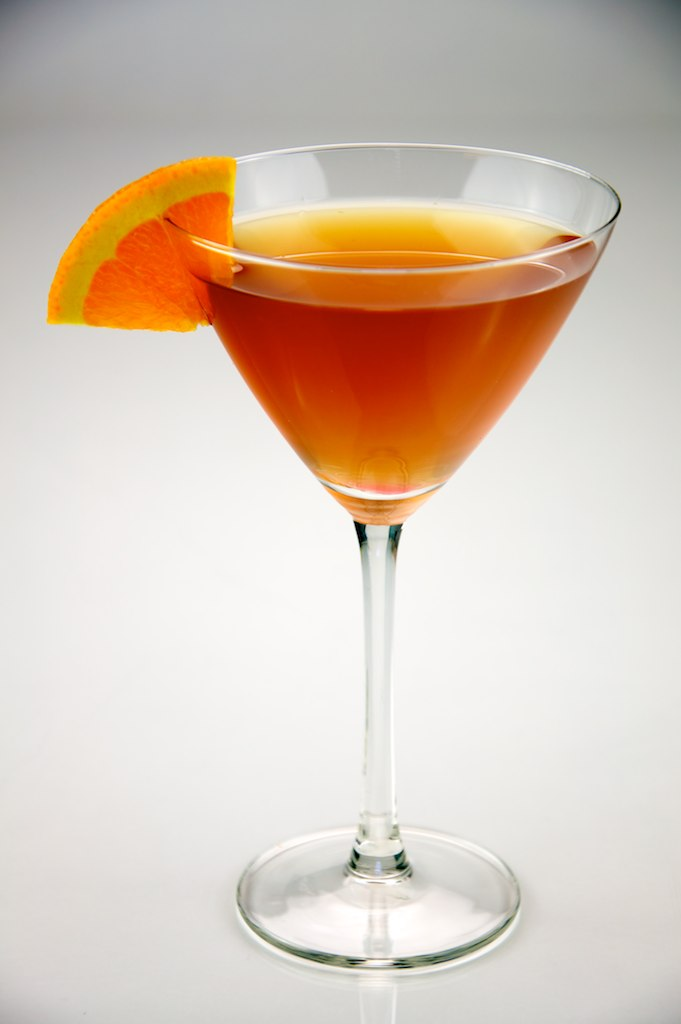
Cocktail "Sidecar"

## Il servizio del Cognac
Il Cognac è servito liscio, in dosi da 4 cl, a una temperatura di 20-22 °C. Servito nel bicchiere Ballon o nel Tulipe per facilitarne la decantazione e per fare in modo che si liberino gli aromi, grazie al calore emanato dalle mani. Questo processo si definisce umanizzazione.

## Altri usi del cognac
Oltre ad entrare in diversi cocktail (Alexander, French Connection, Sidecar, Stinger, Block and fall, East India, ecc..) l'acquavite di cognac è alla base di due note bevande alcoliche: il tradizionale Pineau des Charentes (aperitivo a base di mosto con aggiunta di Cognac) e il Grand Marnier, che è un cognac aromatizzato all'arancia. Il cognac viene altresì impiegato per conservare frutti, ed in alcune altre bevande con succhi di frutta o tè.